# 天目山

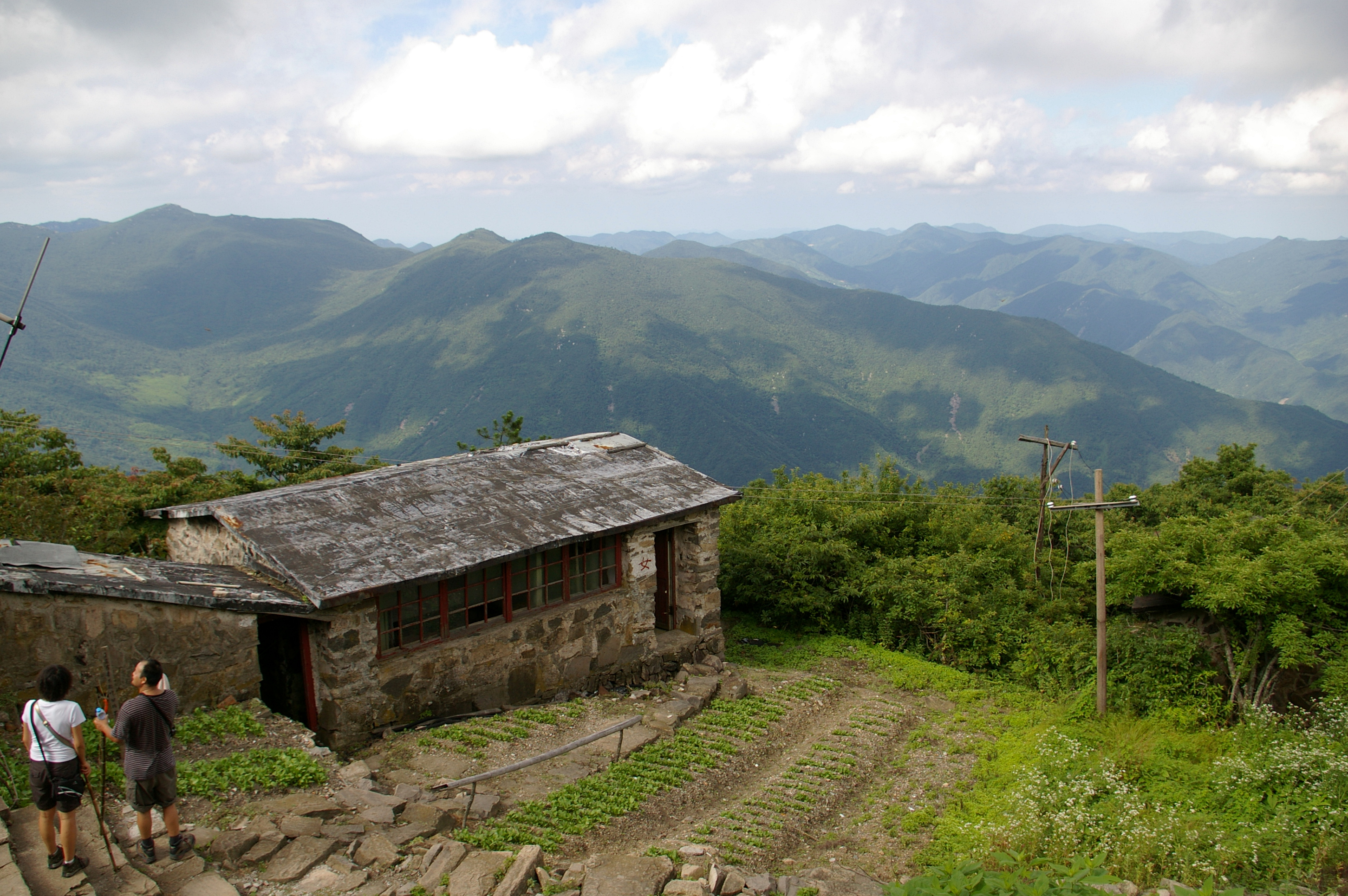
天目山脉

天目山在浙江省西北部，东北-西南走向，东起湖州，临太湖平原，西延浙皖交界处，遥望黄山。长200公里，宽约60公里。
天目山由粗面岩和流纹岩等构成。分为东西两支，主峰清凉峰位于杭州市临安区与安徽绩溪交界处，海拔1787米；临安区境内还有西天目山海拔1505米，东天目山海拔1479米，以此二峰为核心建有天目山国家级自然保护区。
天目山区盛产天目山山核桃，主要产地包括浙江省杭州市临安区（主要是昌化镇附近区域），安徽省宁国县和绩溪县（主要是荆州乡）。

## 名称
天目山很早就有记述。《水经注》称：“於潜县北天目山，极高峻。”按《太平寰宇记》，天目山上有两方池水，传说为天的左右目。天目山由此得名。《咸淳临安志》载道士唐子霞的说法，天目山一名浮玉山。道教传说中，《洞渊集》将天目山列为第三十四洞天，名太微玄盖洞天。在汉传佛教的传说中，国一大师来到径山驻锡，山上的五百条龙怕打扰大师，便飞回天目山上的池水中。《山门事状》说：“天目山之顶有龙居焉”。

## 保护
1956年，天目山成为全国森林禁伐区，1986年成为浙江省第一个国家级自然保护区，1996年成为联合国教科文组织生物圈保护区。

## 生物
天目山有高等植物2351种、动物5024种，其中以“天目”命名的动植物有172种。天目山多大树，古树名木共43科73属100种、5511株